# Johann Emanuel Veith
Johann Emanuel Veith (22. července 1787 Chodová Planá – 6. listopadu 1876 Vídeň) byl rakouský lékař, veterinář, teolog, kazatel a spisovatel narozený v Čechách.

## Život
Johann Emanuel Veith se narodil v Chodové Plané (německy Kuttenplan) v židovské rodině. V matrice je zapsán jako Mendel Veit, což bylo jeho původní jméno. Veithův otec, který vlastnil tabákový sklad, chtěl mít ze syna rabína. Již v mládí ovládal hebrejštinu, četl Voltaira a francouzské encyklopedisty v originále a taktéž i spisy Johanna Wolfganga von Goethe. Ve svých osmi letech sepsal v Klatovech divadelní hru. Za dalším studiem opustil rodný dům a přes Karlovy Vary došel až do Plzně. V roce 1801 se vydal do Prahy, kde absolvoval gymnázium. V Praze roku 1803 vydal své básnické prvotiny ve vlasteneckém čtvrtletníku (Vaterländische Vierteljahresschrift) Libussa, vydávaném Johannem Georgem Meinertem. Mladý Veith byl i hudebně a výtvarně nadán. Po maturitě začal v Praze studovat medicínu. Ve studiu pokračoval v roce 1809 ve Vídni, která se mu stala novým domovem. V roce 1812 završil studium a dosáhl titulu doktora lékařství. Stal se ředitelem veterinárního ústavu (Thierarzenei-Institut) a vědecky publikoval. V roce 1814 uvedlo Theater an der Wien jeho zpěvohru Die Rückkehr des Kaisers (Návrat císařův).
O dva roky později Veith konvertoval ke katolictví a roku 1821 se zřekl všech světských titulů. Vstoupil do řádu redemptoristů. Společně s Antonem Passym vydával v letech 1819-1823 literárně náboženský časopis „Oelzweige“ (Olivové ratolesti). V letech 1832-1845 působil jako kazatel ve vídeňské Katedrále svatého Štěpána. V roce 1831 vypukla ve Vídni epidemie cholery a Johann Emanuel Veith pomáhal nejen jako duchovní pastýř, ale i jako lékař. Veith byl příslušníkem kruhu vídeňských romantiků (Wiener Romantikerkreis), šiřitelem křesťanské filosofie tzv. „Güntherovy školy“ a zakladatelem Vídeňského spolku katolíků (Wiener Katholikenverein), který prosazoval větší svobodu církve vůči státu. V letech 1850-1855 přesídlil do Prahy. Poté se vrátil do Vídně, ale byl již téměř hluchý. Po čase i oslepl, ale přesto pracoval neúnavně dál. Přeložil a kritickým výkladem doplnil starozákonní Píseň písní a Kohelet. K padesátému výročí kněžství byl jmenován čestným občanem Vídně. Kongregací redemptoristů byl podán podnět k Veithovu blahořečení a on sám přijat mezi obláty. Zemřel 6. listopadu 1876 ve Vídni a byl pochován na hřbitově v Matzleinsdorfu, po zrušení zvaném dnes Waldmüllerův park.

## Galerie

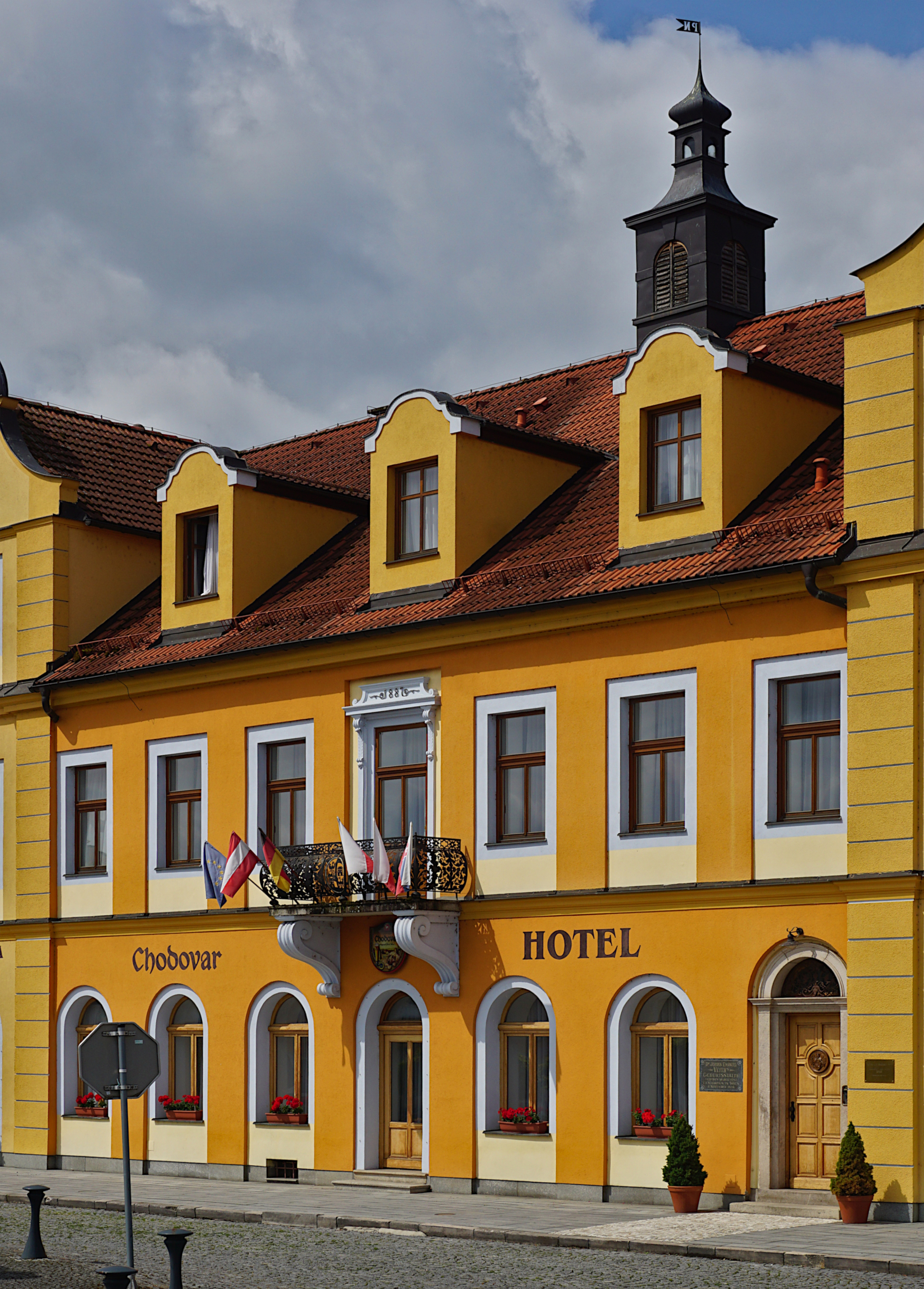
Veithův rodný dům
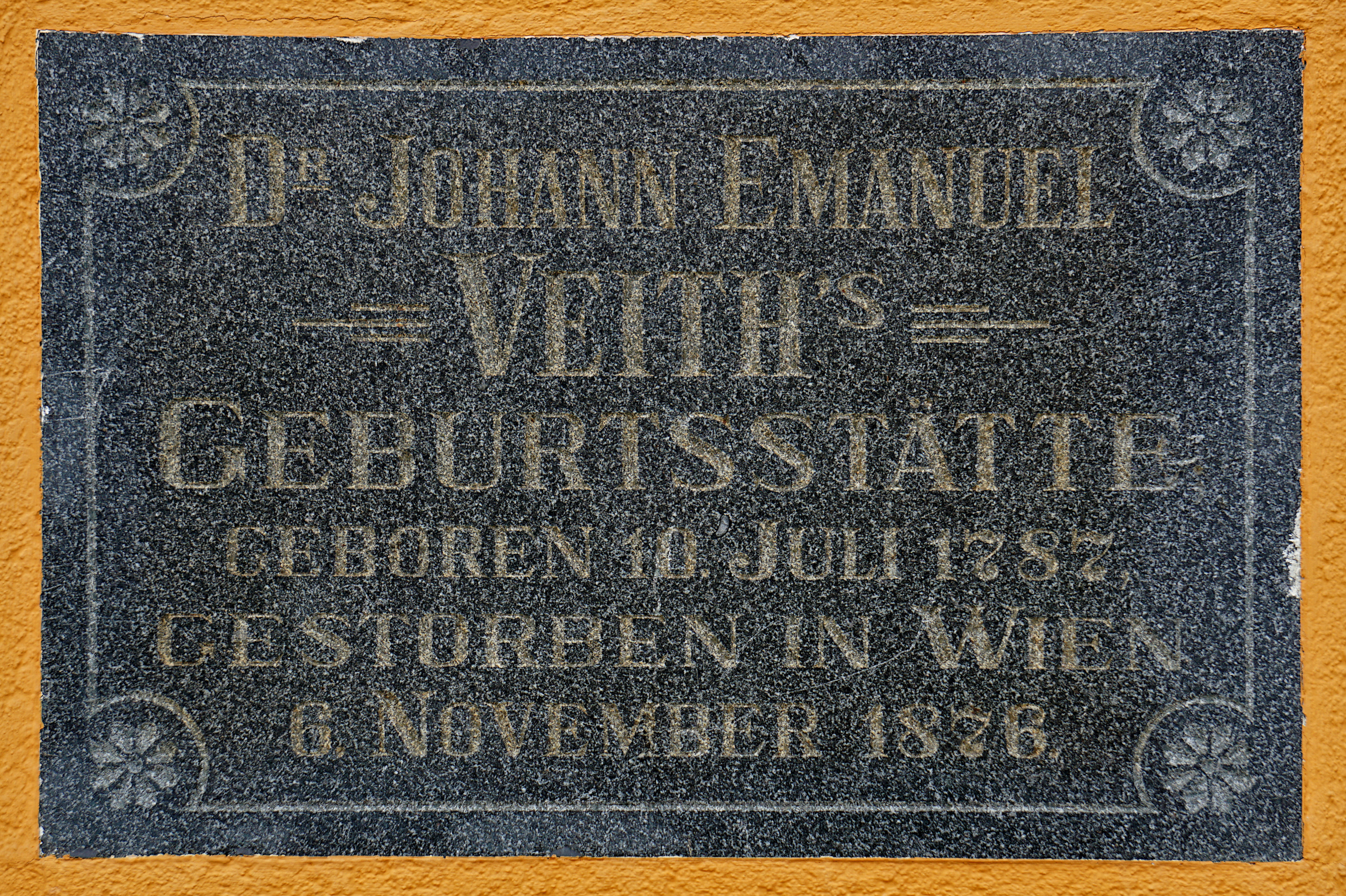
Pamětní deska na rodném domě v Chodové Plané